# Martin Moldan
Martin Moldan (* 2. března 1964, Děčín) je biskup české Apoštolské církve.
Obrátil se roku 1982.
Působil jako pastor sboru ve Varnsdorfu, který roku 1992 založil. Za biskupa byl zvolen roku 2005 s odkladem na tři roky, úřadu se ujal 5. dubna 2008. Je ženatý a má tři děti.